# Kakeru Funaki
Kakeru Funaki (født 13. april 1998) er en japansk fodboldspiller, som spiller for den japanske fodboldklub Cerezo Osaka.